# ماهیچه پس‌سری‌پیشانی
ماهیچه پس‌سری‌پیشانی (انگلیسی: Occipitofrontalis muscle) ماهیچه‌ای اسکلتی است که بخشی از جمجمه سر را می‌پوشاند. ماهیچه پس‌سری‌پیشانی از دو تکهٔ جداگانه تشکیل شده که به هر تکه، شکمچه می‌گویند. کار شکمچه پیشانی، بالا کشیدن ابرو و کار شکمچه پس‌سری، کشیدن پوست سر به عقب است.
خاستگاه شکمچه پیشانی، نیام کلاه‌خودی (گاله‌آ آپونوروتیکا) و خاستگاه شکمچه پس‌سری، خط پس‌گردنی بالایی استخوان پس‌سری است.
پیوندگاه شکمچه پیشانی، پوست ابرو و بیخ بینی و پیوندگاه شکمچه پس‌سری، شاخه لاله‌گوشی پسین عصب چهره‌ای است.